# Championnat du Soudan de football 2008
Navigation
Saison précédente Saison suivante
La saison 2008 du Championnat du Soudan de football est la quarante-quatrième édition de la première division au Soudan, la Sudan Premier League. Elle regroupe, sous forme d'une poule unique, les douze meilleures équipes du pays qui se rencontrent deux fois, à domicile et à l'extérieur. En fin de saison, pour permettre l'extension du championnat à 14 clubs en deux ans, seul le dernier du classement est relégué et remplacés par les deux meilleurs clubs de deuxième division.
C'est le club d'Al Merreikh Omdurman qui remporte le championnat cette saison après avoir terminé en tête du classement final, avec deux points d'avance sur le quintuple tenant du titre, Al Hilal Omdurman et vingt-quatre sur Hay al-Arab Port-Soudan. C'est le 17e titre de champion du Soudan de l'histoire du club, qui réussit le doublé en s'imposant face à son dauphin en finale de la Coupe du Soudan.
Autre changement cette saison : grâce aux bons résultats obtenus par les clubs soudanais en compétitions continentales, la fédération obtient une deuxième place en Ligue des champions de la CAF, qu'elle attribue au 2e du classement final. La place en Coupe de la confédération revient désormais au 3e du classement.

## Les clubs participants
| - Al Hilal Omdurman - Hai al-Arab Port Soudan - Al Jazeerat Al-Feel - Al Ittihad Wad Medani - Amal Atbara - Al Nil Hasahisa - Promu de D2 | - Al-Mourada SC - Al Merreikh Omdurman - Al Hilal Kaduqli - Promu de D2 - Al Hilal Port-Soudan - Khartoum 3 - Al Ahly Wad Madani |

## Compétition
Le barème de points servant à établir les classements se décompose ainsi :
- Victoire : 3 points
- Match nul : 1 point
- Défaite : 0 point

### Classement
| Rang | Équipe                  | Pts | J  | G  | N | P  | Bp | Bc | Diff |
| ---- | ----------------------- | --- | -- | -- | - | -- | -- | -- | ---- |
| 1    | Al Merreikh Omdurman C  | 61  | 22 | 20 | 1 | 1  | 66 | 8  | +58  |
| 2    | Al-Hilal Omdurman T     | 59  | 22 | 19 | 2 | 1  | 63 | 12 | +51  |
| 3    | Hay al-Arab Port-Soudan | 37  | 22 | 10 | 7 | 5  | 26 | 27 | -1   |
| 4    | Al-Mourada SC           | 33  | 22 | 10 | 3 | 9  | 27 | 33 | -6   |
| 5    | Al Nil Hasahisa P       | 30  | 22 | 9  | 3 | 10 | 24 | 27 | -3   |
| 6    | Al Ahly Wad Madani      | 30  | 22 | 9  | 3 | 10 | 20 | 25 | -5   |
| 7    | Amal Atbara             | 28  | 22 | 7  | 7 | 8  | 22 | 32 | -10  |
| 8    | Khartoum 3              | 24  | 22 | 6  | 6 | 10 | 23 | 37 | -14  |
| 9    | Al Hilal Port-Soudan    | 22  | 22 | 6  | 4 | 12 | 25 | 32 | -7   |
| 10   | Al Ittihad Wad Madani   | 19  | 22 | 5  | 4 | 13 | 18 | 27 | -9   |
| 11   | Al-Hilal Kaduqli P      | 18  | 22 | 4  | 6 | 12 | 19 | 43 | -24  |
| 12   | Al Jazeerat Al-Feel     | 10  | 22 | 2  | 4 | 16 | 17 | 47 | -30  |

|  | Qualification pour la Ligue des champions de la CAF 2009                |
|  | Qualification pour la Coupe de la confédération 2009                    |
|  | Relégation directe en deuxième division                                 |
|  | T : Tenant du titre C : Vainqueur de la Coupe du Soudan P : Promu de D2 |

## Bilan de la saison
| Championnat du Soudan de football 2008                             |                                  |
| Champion                                                           | Al Merreikh Omdurman (17e titre) |
| Coupes et trophées                                                 |                                  |
| Vainqueur de la Coupe du Soudan 2008                               | Al Merreikh Omdurman             |
| Qualifications continentales                                       |                                  |
| Ligue des champions de la CAF 2009                                 | Al Merreikh Omdurman             |
| Ligue des champions de la CAF 2009                                 | Al Hilal Omdurman                |
| Coupe de la CAF 2009                                               | Hay al-Arab Port-Soudan          |
| Coupe Kagame inter-club 2009                                       | Al Merreikh Omdurman             |
| Coupe Kagame inter-club 2009                                       | Hay al-Arab Port-Soudan          |
| Promotions et relégations                                          |                                  |
| Promus en Premier League                                           | Al-Mirghani Kassala              |
| Promus en Premier League                                           | Al-Shemali Atbara                |
| Relégués en Championnat du Soudan de football de deuxième division | Al Jazeerat Al-Feel              |